# Font Bordonera (els Masos de Baiarri)
La Font Bordonera és una font de l'enclavament dels Masos de Baiarri, de l'antic terme de Claverol, pertanyent a l'actual municipi de Conca de Dalt, al Pallars Jussà.
Està situada a 658 m d'altitud, al sud-sud-est de la confluència del barranc de la Font de l'Alou amb el barranc d'Eroles.